# Missões diplomáticas do Irã

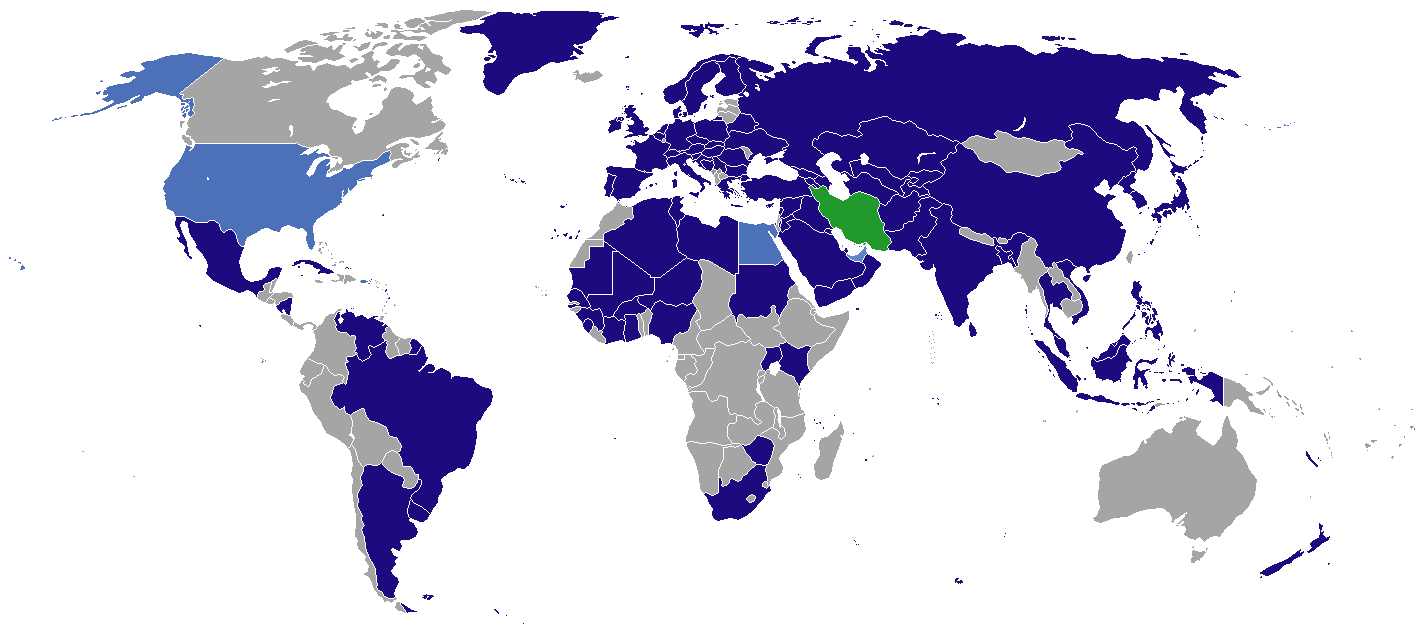
Missões diplomáticas do Irã

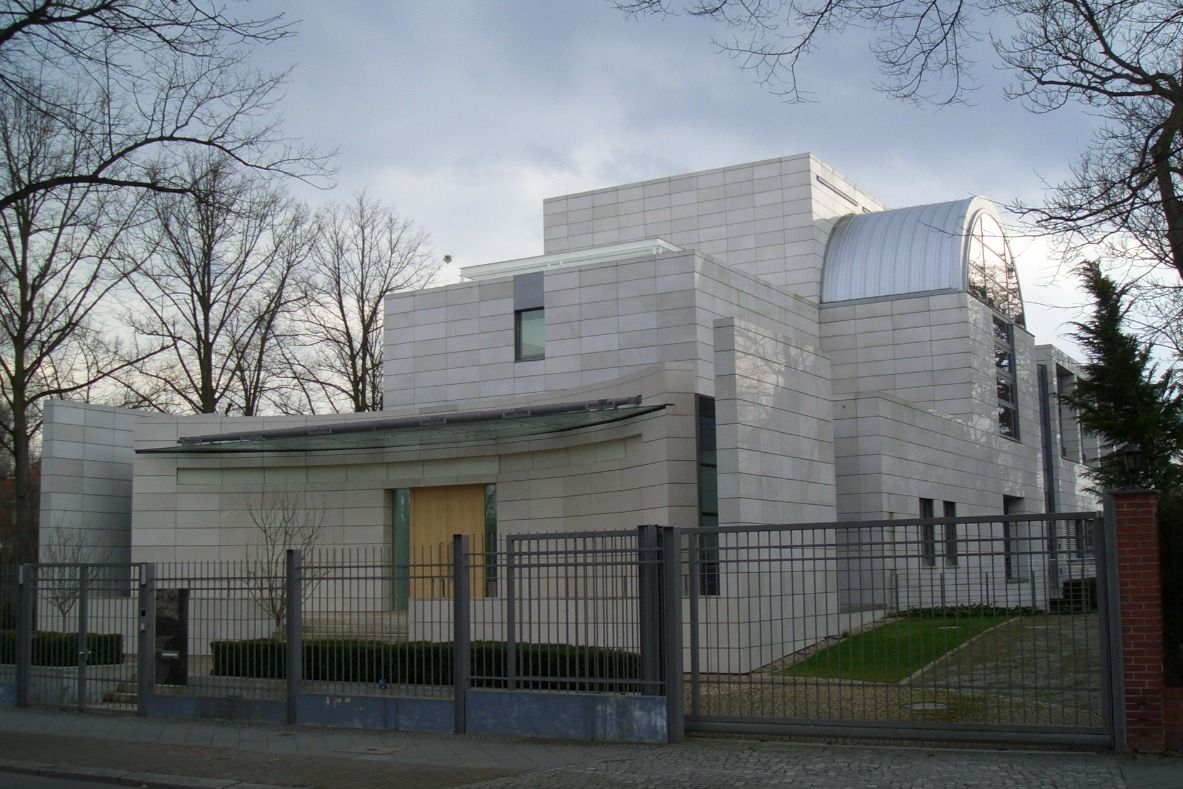
Embaixada do Irã em Berlim, Alemanha

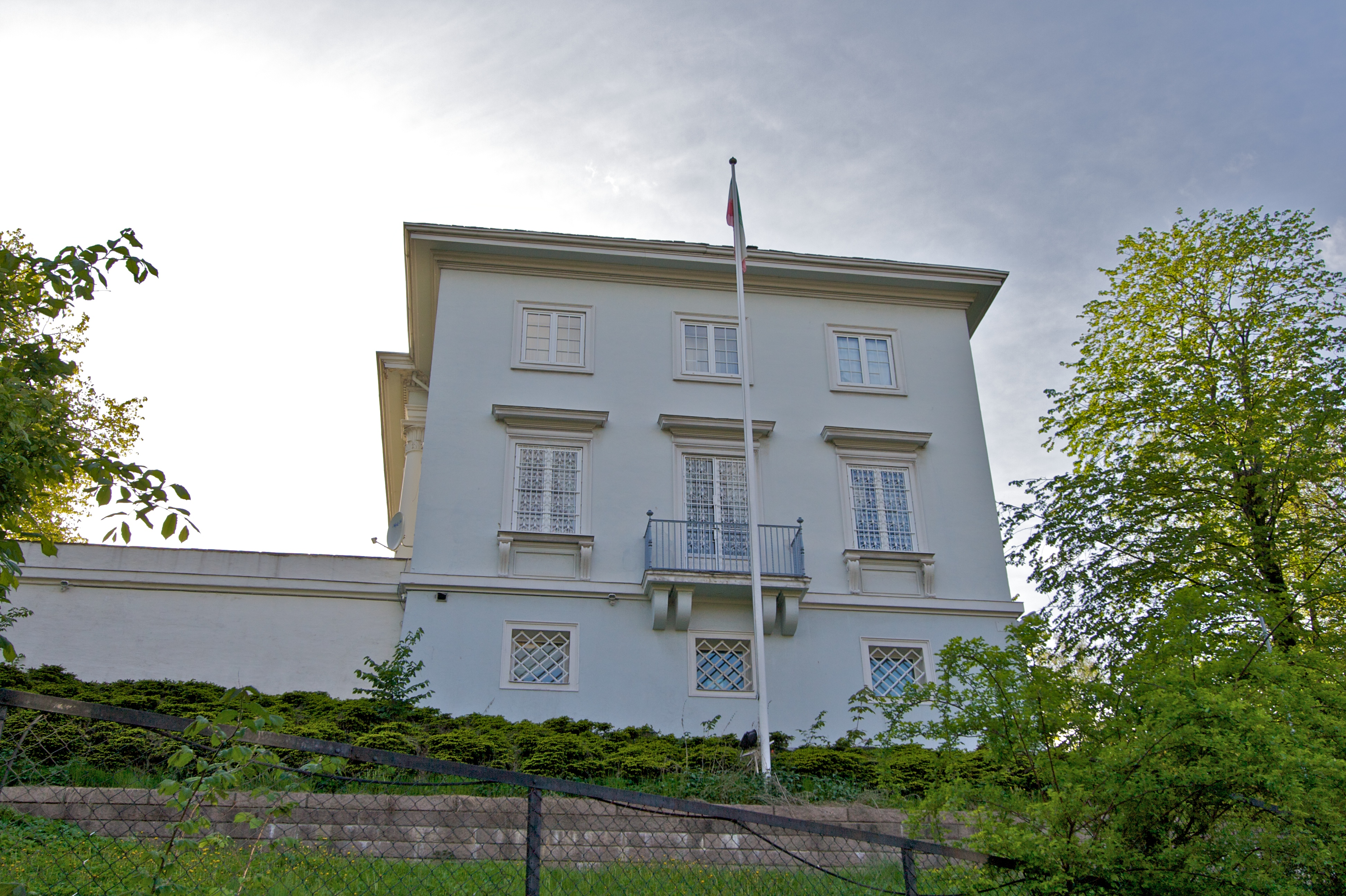
Embaixada do Irã em Oslo, Noruega

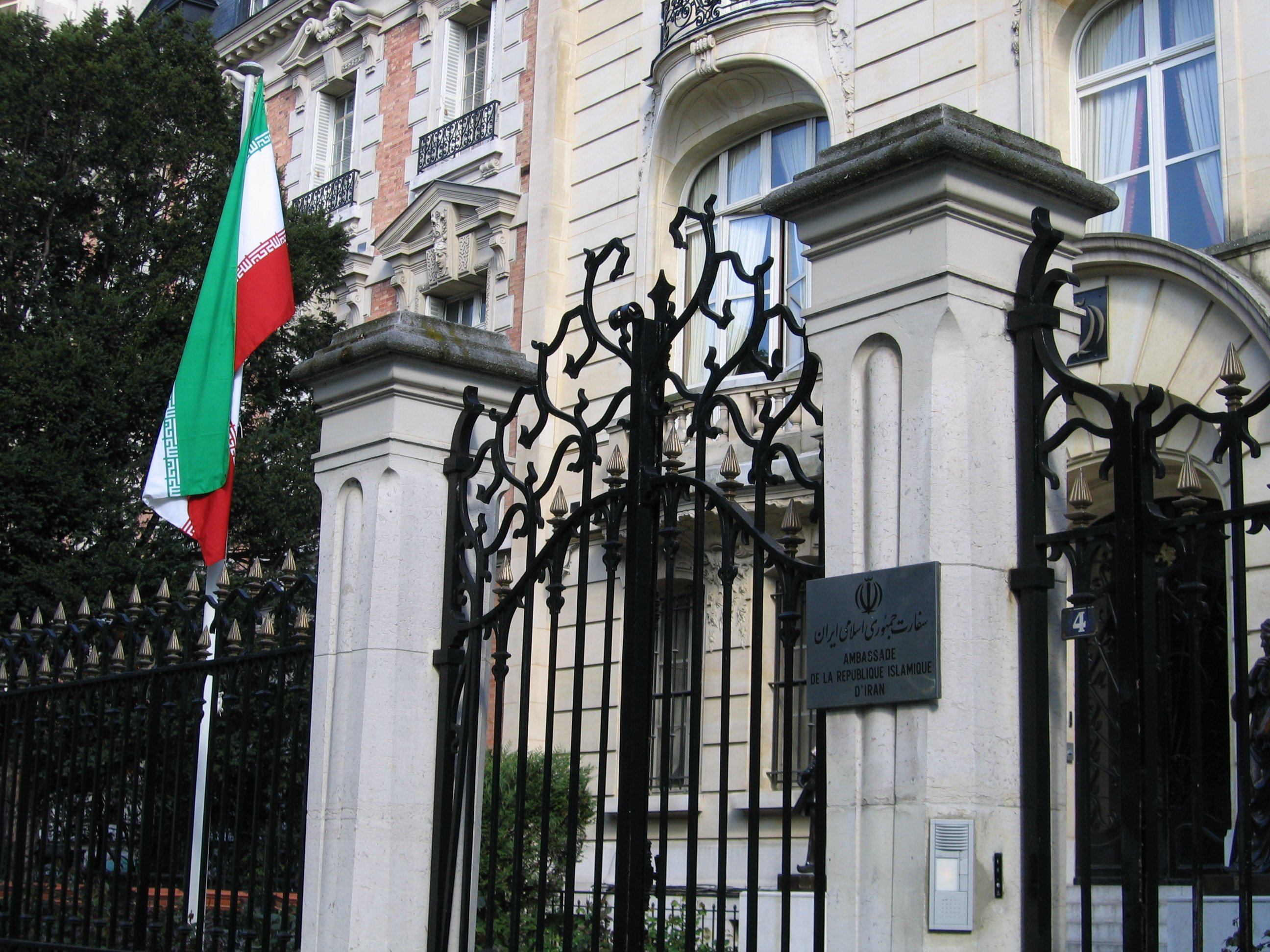
Embaixada do Irã em Paris, França

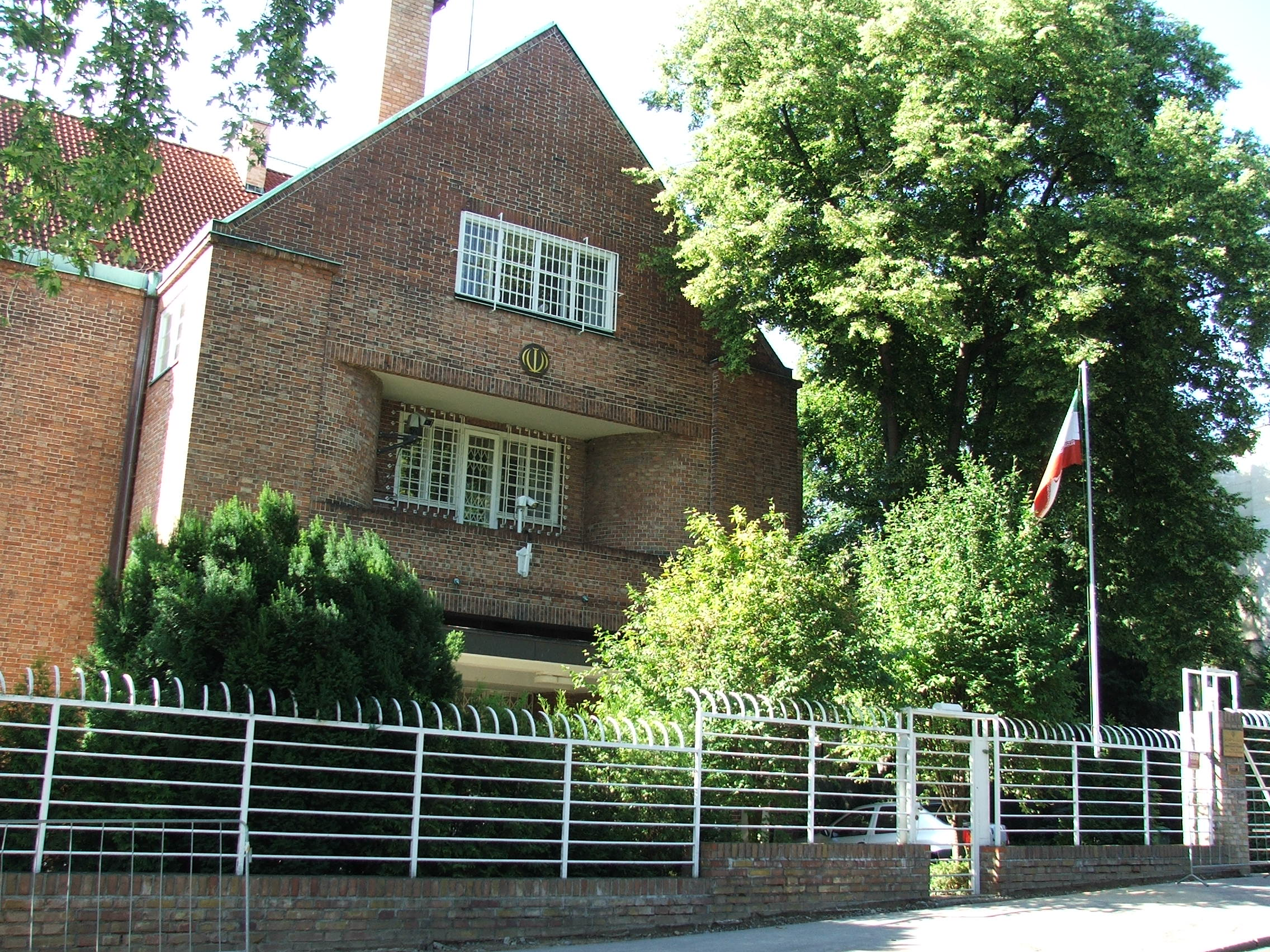
Embaixada do Irã em Praga, República Checa

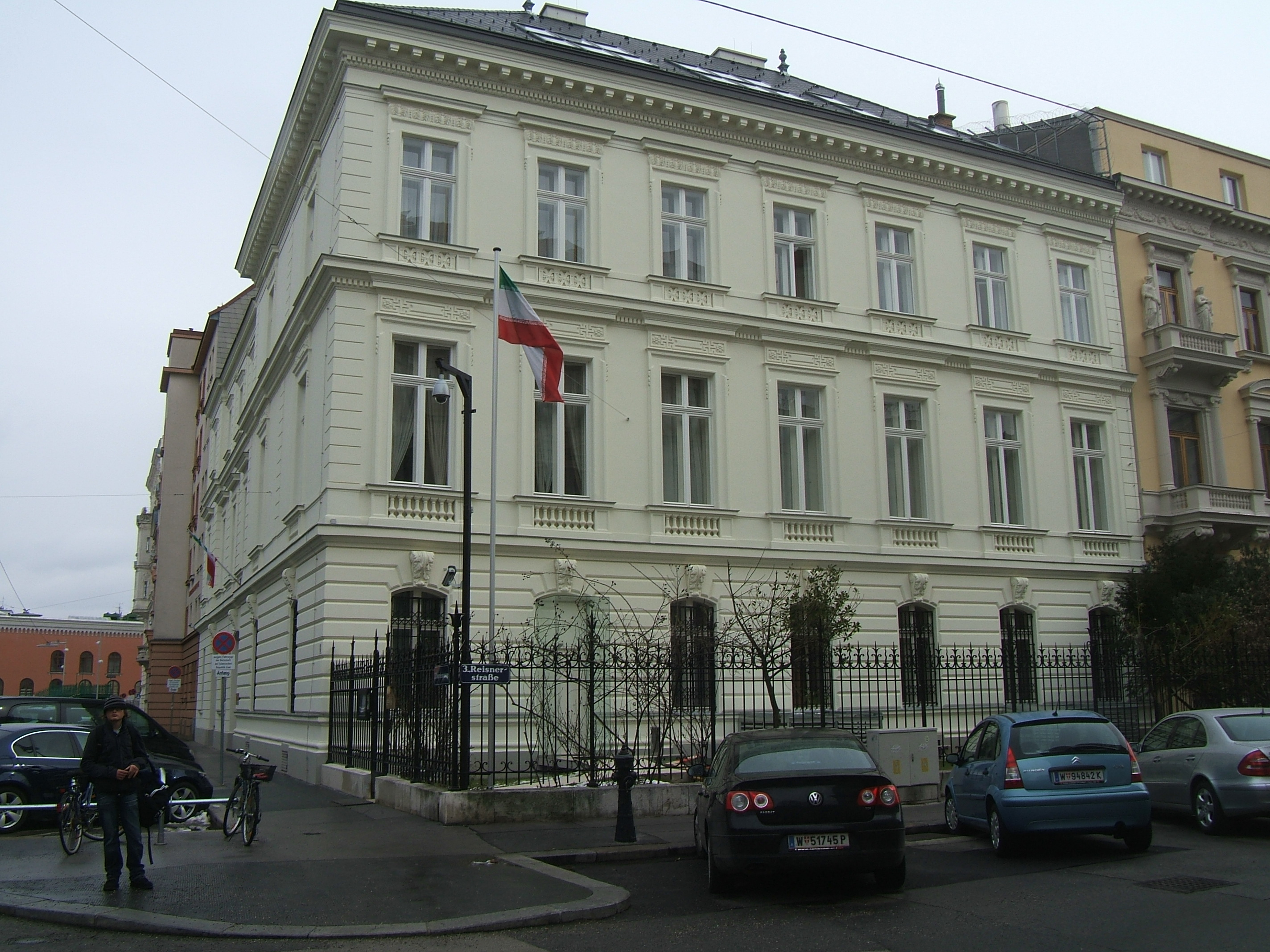
Embaixada do Irã em Viena, Áustria

Abaixo se encontram as embaixadas e consulados do Irã:

## Europa
- Albânia
  - Tirana (Embaixada)
- Alemanha
  - Berlim (Embaixada)
  - Francoforte (Consulado-Geral)
  - Hamburgo (Consulado-Geral)
  - Munique (Consulado-Geral)
- Armênia
  - Erevã (Embaixada)
- Áustria
  - Viena (Embaixada)
- Azerbaijão
  - Bacu (Embaixada)
  - Naquichevão (Consulado-Geral)
- Bélgica
  - Bruxelas (Embaixada)
- Bielorrússia
  - Minsque (Embaixada)
- Bósnia e Herzegovina
  - Saraievo (Embaixada)
- Bulgária
  - Sófia (Embaixada)
- Chipre
  - Nicósia (Embaixada)
- Croácia
  - Zagrebe (Embaixada)
- Dinamarca
  - Copenhague (Embaixada)
- Espanha
  - Madri (Embaixada)
- Finlândia
  - Helsínquia (Embaixada)
- França
  - Paris (Embaixada)
- Geórgia
  - Tiflis (Embaixada)
  - Batumi (Consulado-Geral)
- Grécia
  - Atenas (Embaixada)
- Hungria
  - Budapeste (Embaixada)
- Irlanda
  - Dublim (Embaixada)
- Itália
  - Roma (Embaixada)
  - Milão (Consulado-Geral)
- Macedônia do Norte
  - Escópia (Embaixada)
- Noruega
  - Oslo (Embaixada)
- Países Baixos
  - Haia (Embaixada)
- Polónia
  - Varsóvia (Embaixada)
- Portugal
  - Lisboa (Embaixada)
- Reino Unido
  - Londres (Embaixada)
- Chéquia
  - Praga (Embaixada)
- Roménia
  - Bucareste (Embaixada)
- Rússia
  - Moscou (Embaixada)
  - Astracã (Consulado-Geral)
  - Cazã (Consulado-Geral)
- Vaticano
  - Vaticano (Embaixada)
- Sérvia
  - Belgrado (Embaixada)
- Suécia
  - Estocolmo (Embaixada)
- Suíça 
  - Berna (Embaixada)
  - Genebra (Consulado-Geral)
- Ucrânia
  - Quieve (Embaixada)

## América
- Argentina
  - Buenos Aires (Embaixada)
- Bolívia
  - La Paz (Embaixada)
- Brasil
  - Brasília (Embaixada)
- Canadá
  - Otaua (Embaixada)
- Colômbia
  - Bogotá (Embaixada)
- Cuba
  - Havana (Embaixada)
- Equador
  - Quito (Embaixada)
- Estados Unidos
  - Washington, D.C. (Seção de Interesse)
- México
  - Cidade do México (Embaixada)
- Uruguai
  - Montevidéu (Embaixada)
- Venezuela
  - Caracas (Embaixada)

## Oriente Médio
- Arábia Saudita
  - Riade (Embaixada)
  - Jidá (Consulado-Geral)
- Bahrein
  - Manama (Embaixada)
- Emirados Árabes Unidos
  - Abu Dabi (Embaixada)
  - Dubai (Consulado-Geral)
- Iraque
  - Bagdá (Embaixada)
  - Carbala (Consulado-Geral)
- Jordânia
  - Amã (Embaixada)
- Kuwait
  - Cuaite (Embaixada)
- Líbano
  - Beirute (Embaixada)
- Omã
  - Mascate (Embaixada)
- Catar
  - Doa (Embaixada)
- Síria
  - Damasco (Embaixada)
- Turquia
  - Ancara (Embaixada)
  - Erzurum (Consulado-Geral)
  - Istambul (Consulado-Geral)
- Iêmen
  - Saná (Embaixada)

## África
- Argélia
  - Argel (Embaixada)
- Costa do Marfim
  - Abidjan (Embaixada)
- Egito
  - Cairo (Embaixada)
- Etiópia
  - Adis Abeba (Embaixada)
- Gana
  - Acra (Embaixada)
- Guiné
  - Conacri (Embaixada)
- Quênia
  - Nairóbi (Embaixada)
- Líbia
  - Trípoli (Embaixada)
- Madagáscar
  - Antananarivo (Embaixada)
- Mali
  - Bamaco (Embaixada)
- Níger
  - Niamei (Embaixada)
- Nigéria
  - Abuja (Embaixada)
- República Democrática do Congo
  - Quinxassa (Embaixada)
- Senegal
  - Dacar (Embaixada)
- África do Sul
  - Pretória (Embaixada)
- Sudão
  - Cartum (Embaixada)
- Tanzânia
  - Dar es Salaam (Embaixada)
- Tunísia
  - Tunes (Embaixada)
- Uganda
  - Campala (Embaixada)
- Zimbabwe
  - Harare (Embaixada)

## Ásia
- Afeganistão
  - Cabul (Embaixada)
  - Herate (Consulado)
  - Bamiã (Consulado)
  - Jalalabade (Consulado)
  - Mazar e Xarife (Consulado)
- Bangladesh
  - Daca (Embaixada)
- Brunei
  - Bandar Seri Begauã (Embaixada)
- Camboja
  - Phnom Penh (Embaixada)
- China
  - Pequim (Embaixada)
  - Xangai (Consulado-Geral)
- Coreia do Norte
  - Pionguiangue (Embaixada)
- Coreia do Sul
  - Seul (Embaixada)
- Filipinas
  - Manila (Embaixada)
- Índia
  - Nova Deli (Embaixada)
  - Hiderabade (Consulado-Geral)
  - Bombaim (Consulado-Geral)
- Indonésia
  - Jacarta (Embaixada)
- Japão
  - Tóquio (Embaixada)
- Cazaquistão
  - Almaty (Embaixada)
- Quirguistão
  - Bisqueque (Embaixada)
- Malásia
  - Kuala Lumpur (Embaixada)
- Myanmar
  - Rangum (Embaixada)
- Paquistão
  - Islamabade (Embaixada)
  - Carachi (Consulado-Geral)
  - Laore (Consulado-Geral)
  - Pexauar (Consulado-Geral)
  - Quetta (Consulado-Geral)
- Sri Lanka
  - Colombo (Embaixada)
- Tailândia
  - Bancoque (Embaixada)
- Tajiquistão
  - Duchambé (Embaixada)
- Turquemenistão
  - Asgabate (Embaixada)
  - Mary (Consulado-Geral)
- Uzbequistão
  - Tasquente (Embaixada)
- Vietname
  - Hanói (Embaixada)

## Oceania
- Austrália
  - Camberra (Embaixada)
- Nova Zelândia
  - Wellington (Embaixada)

### Organizações Multilaterais
- - Bruxelas (Missão Permanente do Irã ante a União Europeia)
  - Genebra (Missão Permanente do Irã ante as Nações Unidas e outras organizações internacionais)
  - Nairóbi (Missão Permanente do Irã ante as Nações Unidas e outras organizações internacionais)
  - Nova Iorque (Missão Permanente do Irã ante as Nações Unidas)
  - Paris (Missão Permanente do Irã ante a Unesco)
  - Roma (Missão Permanente do Irã ante a Organização das Nações Unidas para Agricultura e Alimentação)
  - Viena (Missão Permanente do Irã ante as Nações Unidas)